# Дачи (Акмолинская область)
Дачи (каз. Дачи) — упраздненное село в Енбекшильдерском районе Акмолинской области Казахстана. В 2009 г. переведено в категорию иных поселений, включено в состав села Буланды. Код КАТО — 114543205.

## Население
В 1999 году население села составляло 52 человека (29 мужчин и 23 женщины). По данным переписи 2009 года, в селе проживали 33 человека (16 мужчин и 17 женщин).